# Josephine Clayton
Pour les articles homonymes, voir Clayton.
Josephine Clayton, née le 3 octobre 1846 à Banff en Écosse et morte en juin 1916 à Auxerre, est la collaboratrice et l'épouse de Paul Bert.

## Biographie
Elle est la fille d’un pharmacien écossais. Elle vient à 15 ans à Paris comme jeune fille au pair dans la famille de Paul Bert qu'elle épouse en 1865. Cette relation est l'objet d'un essai : From Banff to Hanoi : romance of teenager, Josephine Clayton or Bert, 1846-1916 écrit par Alan Alexander.
Paul Bert et Josephine Clayton sont les parents de trois filles :
- Henriette (1866-1933), l'épouse de Joseph Chailley ;
- Pauline (1869-1961), dite « Papou », l'épouse d'Antony Klobukowski ;
- Léonie (1876-1923) l'épouse d'André Chailley (le frère de Joseph).

Josephine Clayton fréquentait Aglaé Desnoyers, épouse d'Alphonse Milne-Edwards, qui mentionne une de leurs rencontres dans sa correspondance.
La confession religieuse protestante réformée de Josephine Clayton semble avoir notablement influencée Paul Bert notamment par l'approche calviniste qui consiste à placer la patrie au-dessus de la pratique religieuse,.